# Jane Aamund
Jane Aamund (8. listopadu 1936, Frederiksberg, Dánsko – 29. ledna 2019) byla dánská novinářka a spisovatelka.
Po škole pracovala jako novinářka (Berlingske Aftenavis, Aalborg Stiftstidende a Hendes Verden) a následně vlastnila reklamní agenturu. V letech 1980 až 1997 působila v Berlingske Tidende. Byla třikrát provdána a měla dva syny.

## Dílo
- Bag damen stod en Christian – 1977
- Klinkevals – 1989
- Juliane Jensen – 1990
- Oven vande – 1992
- Bag damen stod en Christian –
- Coloradodrømme – 1997
- Danskernes lille verden – 1997
- Den grønne port – 1998
- Kamæleonen  – 1999
- Den hvide verde] – 2000
- Vesten for måne – 2002
- Den irske stemme – 2003
- Udlængsel – 2004
- De grønne skove – 2008
- Smeltediglen – 2009
- Dengang det var sjovt – 2010
- Mine egne veje - i overklassen, der forsvandt - 2016